# Landaul
Landaul är en kommun i departementet Morbihan i regionen Bretagne i nordvästra Frankrike. Kommunen ligger i kantonen Pluvigner som tillhör arrondissementet Lorient. År 2022 hade Landaul 2 487 invånare.

## Befolkningsutveckling
Antalet invånare i kommunen Landaul
| Referens: INSEE |